# 東海大ミネスタウェーブ
東海大ミネスタウェーブ（とうかいだいみねすたうぇーぶ）は、東海大学文学部広報メディア学科の生徒たちによる自主制作番組。湘南ケーブルネットワークを中心に全国14局で隔月に放送されているドキュメンタリー番組である。

## 概要
東海大学文学部広報メディア学科がプロジェクトの一環として2001年4月に放送開始。
東海大学を取り巻く湘南地域を取材のフィールドとし、現代社会を学生の目線から問い直す自主制作番組である。学生が自主制作する番組、東海大ミネスタウェーブを、全国各地のケーブルテレビ局で隔月にオンエア。 
同番組は社会性の高いメッセージが込められた作品として高い評価を受け、これまでに2003年度「日本ジャーナリスト会議市民メディア賞」、2006年度「東京ビデオフェスティバル・佳作」、2010年度「市民がつくるTVF（東京ビデオフェスティバル）プレ・イベント・市民賞」などを受賞している。
2010年度からは放送枠が大幅に拡大され、青森から熊本までの現在の14局でオンエアされている。

## ネット局
- 湘南ケーブルネットワーク（神奈川県平塚市）
- 徳島中央テレビ（徳島県吉野川市）
- 西軽井沢ケーブルテレビ（長野県御代田町）
- ケーブルテレビ（栃木県栃木市）
- 行田ケーブルテレビ（埼玉県行田市）
- 成田ケーブルテレビ（千葉県成田市）
- 狭山ケーブルテレビ（埼玉県狭山市）
- 日本通信放送（茨城県ひたちなか市）
- 熊本ケーブルテレビ（熊本県熊本市）
- 八戸テレビ放送（青森県八戸市）
- 本庄ケーブルテレビ（埼玉県本庄市）
- 蕨ケーブルビジョン（埼玉県蕨市）
- 一関ケーブルネットワーク（岩手県一関市）
- 小田原ケーブルテレビ（神奈川県小田原市）

## 受賞歴
2003年度「日本ジャーナリスト会議市民メディア賞」
2006年度「東京ビデオフェスティバル 佳作」
2007年度「東京ビデオフェスティバル佳作」
- 学童保育の現在～茅ヶ崎NPO法人の取り組み～

2010年度「市民がつくるTVF（東京ビデオフェスティバル）プレ・イベント・市民賞」